# Beautiful (Mariah Carey)
#Beautiful è un singolo della cantautrice statunitense Mariah Carey, in collaborazione con il cantante R&B Miguel, pubblicato il 6 maggio 2013. Il brano anticipa il quattordicesimo album in studio della cantautrice , Me. I Am Mariah... The Elusive Chanteuse,  pubblicato il 27 maggio 2014.

## Successo commerciale
La canzone entra per la prima volta nella Bubbling Under Hot 100 al 4º posto durante la prima settimana di rilascio, per poi entrare ufficialmente nella Billboard Hot 100 la settima successiva alla posizione 24, per poi arrivare al suo picco massimo al numero 15 durante le settimane successive.
Il singolo resta per nove settimane (25 maggio-20 luglio 2013) al secondo posto della Hot R&B Songs Chart di Billboard, nelle settimane successive scende in terza posizione quindi fuori dal podio, restando in classifica per 20 settimane.
Il 31 Luglio 2017 Beautiful viene certificata doppio disco di platino. Il singolo ha venduto circa 2.5 milioni di copie nel mondo senza streaming e oltre 4.5 milioni con l'aggiunta degli streamings.

## Classifiche
| Classifiche 2013                    | Posizione |
| ----------------------------------- | --------- |
| Canada (Billboard Canadian Hot 100) | 27        |
| Italia (FIMI)                       | 74        |
| USA (Billboard Hot 100)             | 15        |
| USA (R&B Digital Song Sales)        | 1         |

## Video musicale
Il video del singolo è stato diretto dal regista Joseph Kahn ed è stato rilasciato il 9 maggio 2013 sul canale VEVO/YouTube della cantautrice . La clip presenta una trama molto semplice mettendo in risalto la bellezza di Mariah immersa un'atmosfera dal carattere vintage dove insieme al suo partner musicale viaggia su una moto e balla in un fienile illuminato da decine di lampadari a goccia.